# (464284) 2016 AA45
(464284) 2016 AA45 es un asteroide perteneciente al cinturón de asteroides, descubierto el 8 de octubre de 2005 por el equipo Spacewatch desde el Observatorio Nacional de Kitt Peak (Arizona, Estados Unidos).